# Sestavljenka
Sestavljenka je tvorjena beseda s predponskim obrazilom, oziroma tvorjenka, katere predponsko obrazilo zamenjuje odvisni del skladenjske podstave. Primer: proti-kandidat. Ločiti jih je treba od tvorjenk iz predložne zveze, npr. pred-naročiti. Nastane z besedotvornim postopkom sestavljanjem. Po tipologiji Ade Vidovič Muha spadajo med tvorjenke tipa C, in sicer v skupino C2. V besedotvorno podstavo se pretvori predmetnopomenski del (polnopomenska beseda skladenjske podstave). 

## Samostalnik
V skladenjski podstavi sestavljenega samostalnika je v odvisnem delu pravi vrstni pridevnik. Ta s samostalniškim jedrom tvori stalno besedno zvezo. Izraža lahko časovno (nekdanji ded → praded) ali hierarhično razmerje (nižji oficir → podoficir). V predponsko obrazilo se pretvarjajo pravi vrstni pridevniki. Spol motivirajočega samostalnika (npr. ded, oficir) ostaja nespremenjen.

## Predponsko obrazilone-
Primeri s predponskim obrazilom ne- so posebni. Gre za zanikanje celotnega zloženega povedka: nevojak ← ne biti vojak/ki ni vojak. Zanika se lastnost, ki jo v skladenjski podstavi izraža polnopomenska beseda.

## Glagol
Pri glagolskem sestavljanju gre za izražanje prostorske ali časovne razsežnosti. V skladenjski podstavi sta krajevni ali časovni prislov, primer: podpisati, podstaviti.
Če je obrazilo dodano nedovršniški besedotvorni podstavi, ima tudi vidsko vlogo, saj nedovršne glagole spreminja v dovršne: nesti → prinesti. Obrazilo dodano dovršnemu glagolu nosi samo obrazilno vlogo: prinesti → doprinesti.
Izrazno je predponsko obrazilo lahko:
- Samostojno (ubiti).
- Homonimno s prostim glagolskim morfemom, ki je hkrati tudi predlog (obliti). Ob- v tem primeru ne nosi pomena zraven, ampak okrog in okrog. Predponsko obrazilo je torej izrazno enako, ne pa tudi pomensko.
- Pomensko in izrazno enako prostemu glagolsemu morfemu (izvleči → vleči iz).